# Pallacanestro Femminile Umbertide 2014-2015
La stagione 2014-2015 della Acqua&Sapone Umbertide è stata la settima consecutiva che ha disputa in Serie A1 femminile.

## Verdetti stagionali
Competizioni nazionali
- Serie A1:

stagione regolare: 5º posto su 13 squadre (16-8);
play-off: sconfitta nei quarti da Venezia (1-2).
- Coppa Italia:

semifinale persa contro Schio.

## Organigramma societario
Area dirigenziale
- Presidente: Paolo Betti
- Vicepresidente: Claudia Lisetti
- Segretario: Francesca Fondacci
- Dirigente accompagnatore: Ilaria Locchi
- Dirigente responsabile: Lorenzo Scarponi
- Addetti stampa: Francesca Scarponi, Matteo Romanelli, Alessandro Minestrini, Angela Conti
- Marketing: Top Marketing s.r.l.
- Logistica: Primo Merli
- Responsabile settore giovanile: Enrico Cristofani

Area Tecnica
- Allenatore: Lorenzo Serventi
- Vice allenatore: William Orlando
- Allenatore settore giovanile: Luca Nocentini
- Addetto statistiche: Valerio Mencagli
- Preparatore atletico: Raffaele Parretta
- Fisioterapista: Jessica Terzino, Lucia Pigliapoco, Candida Tasegian, Andrea Raschi
- Medico sociale: Carlo Tramontana
- Addetto arbitri: Paolo Distrutti

## Rosa
| N° | Naz.                   | Ruolo | Sportivo              | Anno | Alt. |       |
| -- | ---------------------- | ----- | --------------------- | ---- | ---- | ----- |
|    | Italia (bandiera)      | P     | Martina Cristofani    | 1996 | 170  |       |
| 4  | Italia (bandiera)      | PG    | Chiara Consolini      | 1988 | 182  |       |
| 5  | Italia (bandiera)      | PG    | Alessia Cabrini       | 1996 | 178  |       |
| 6  | Italia (bandiera)      | PG    | Giulia Pegoraro       | 1989 | 174  |       |
| 7  | Italia (bandiera)      | G     | Maria Chiara Ortolani | 1997 | 178  |       |
| 8  | Italia (bandiera)      | AC    | Serena Bona           | 1989 | 181  |       |
| 9  | Italia (bandiera)      | PG    | Ilaria Milazzo        | 1994 | 164  |       |
| 10 | Italia (bandiera)      | P     | Caterina Dotto        | 1993 | 165  |       |
| *  | Italia (bandiera)      | P     | Giulia Moroni         | 1994 | 175  | [ 1 ] |
| 14 | Stati Uniti (bandiera) | AP    | Jillian Robbins       | 1984 | 190  |       |
| 15 | Italia (bandiera)      | AP    | Chiara Villarini      | 1996 | 186  |       |
| 20 | Italia (bandiera)      | A     | Lavinia Santucci      | 1985 | 185  |       |
| 23 | Grecia (bandiera)      | G     | Jacki Gemelos         | 1988 | 182  |       |
| 30 | Stati Uniti (bandiera) | C     | Carolyn Swords        | 1989 | 198  |       |

## Risultati

### Coppa Italia

#### Semifinali
| Arbitri: | Jacopo Pazzaglia (Pesaro) Alessandro Nicolini (Bagheria) Angela Rita Castiglione (Palermo) |

|                      |       |           |
| Yacoubou, Sottana 18 | Punti | 22 Swords |